# Love & Distrust
Love & Distrust è un film direct-to-video a episodi statunitense del 2010.

## Episodi
- The Summer House, diretto da Daisy Gili
- Blue Poles, diretto da Darcy Yuille
- Grasshopper, diretto da Eric Kmetz
- Pennies, diretto da Warner Loughlin e Diana Valentine
- Auto Motives, diretto da Lorraine Bracco